# Max Noble
Max Vidal Noble est né le 15 novembre 1922 à Papeete (Tahiti). Fils d'un citoyen anglais, Maurice Noble, il devient lors de la Seconde Guerre mondiale l'un des plus jeunes sous-officiers du Bataillon du Pacifique. Engagé volontaire en septembre 1940, il est nommé caporal le 1er février 1941. Il combattra notamment à Bir Hakeim, à El Alamein et en Tunisie. Blessé au genou par un éclat d'obus à la bataille de Monte Cassino, il ne pourra pas participer au débarquement de Provence le 15 août 1944 et rejoindra plus tard ses camarades à Paris, à la caserne de Latour-Maubourg, et y termine la guerre avec le grade de sergent. Il rentre sur son île natale le 5 mai 1946, rapatrié à bord du Sagittaire.
Il entre ensuite dans l’administration et sert comme agent du Service d’hygiène jusqu'à sa retraite en 1982. Divorcé d'Odette Adams, il se remarie en 1958 avec Elisa Tissot. Il décède à Arue dans la nuit du 13 mars 1984.

## Décorations
- Chevalier de la Légion d'honneur
- Médaille militaire (1955)
- Médaille de la Résistance française
- Croix de guerre 1939–1945
- Médaille coloniale
- Officier de l'ordre national du Mérite